# Oberbergische Verkehrsgesellschaft

Früheres Logo der OVAG von 2016

Die OVAG Oberbergische Verkehrsgesellschaft mbH ist ein Verkehrsunternehmen, das vom Oberbergischen Kreis am 2. September 1949 gegründet wurde, um alle Nahverkehrsbetriebe im Kreisgebiet zusammenzufassen. Zunächst nur als ein Omnibusbetrieb mit vier Fahrzeugen begonnen, gelang es im Jahr 1951, die Gesellschaft wesentlich zu vergrößern und die der Stadt Gummersbach gehörenden Gummersbacher Kleinbahnen samt ihrem O-Bus-Betrieb sowie den kreiseigenen Kleinbahnen Bielstein – Waldbröl und Engelskirchen – Marienheide in die neue Gesellschaft einzubringen. Die Aktien verteilten sich zu 50 Prozent auf den Oberbergischen Kreis, 26 Prozent die Stadt Gummersbach, die restlichen 24 Prozent teilen sich die Städte und Gemeinden Bergneustadt, Waldbröl, Wiehl, Wipperfürth, Reichshof, Engelskirchen, Marienheide, Morsbach und Nümbrecht.

## Buslinien

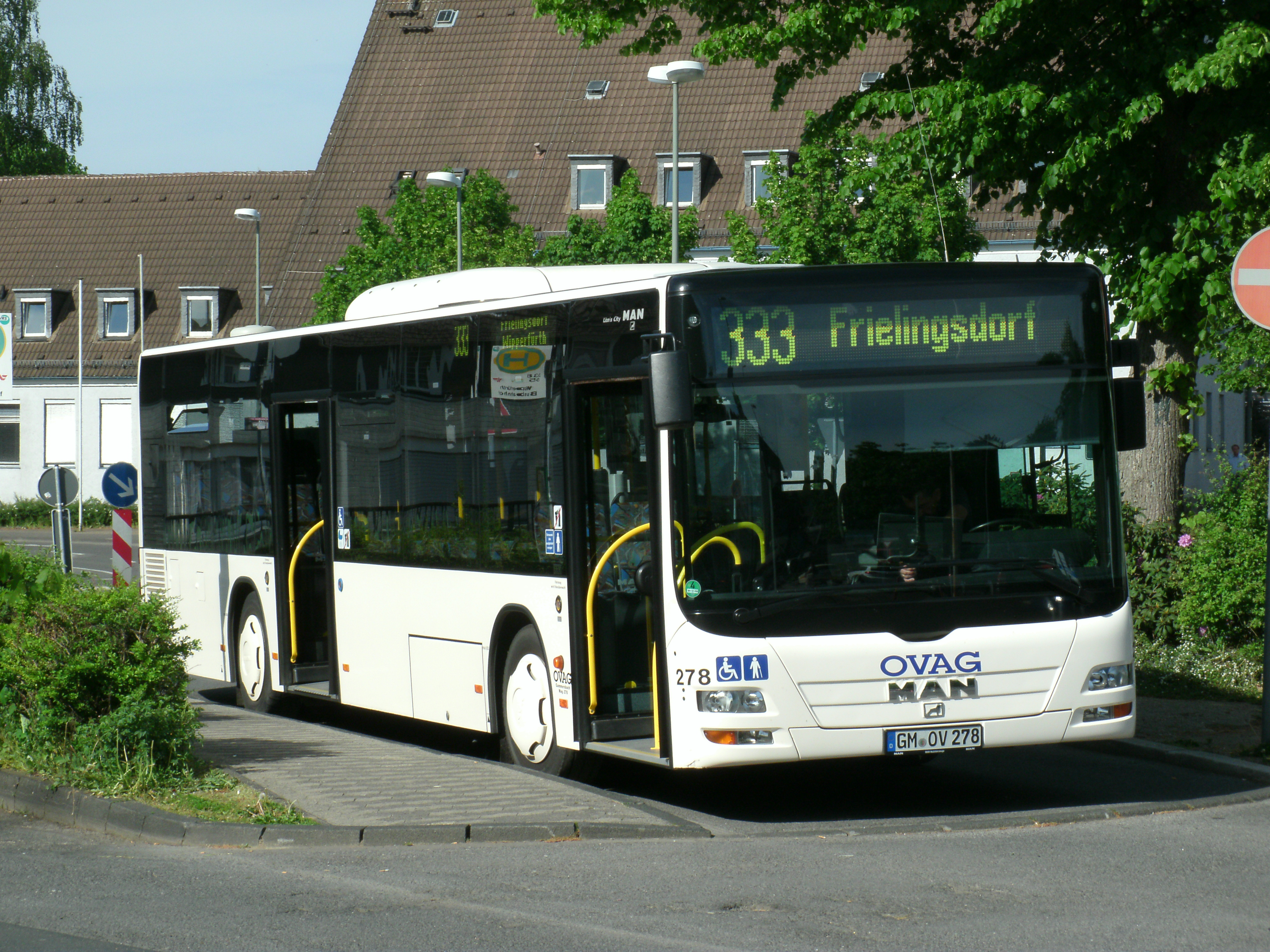
Linienbus der OVAG am Busbahnhof Wipperfürth

Die OVAG betreibt zahlreiche Buslinien im gesamten Oberbergischen Kreis. Die Linien 306, 310 und 312 wurden nach Gründung der Verkehrsgesellschaft Bergisches Land (VBL) in deren Hände gelegt und gehören somit zwar zum Netz der OVAG, werden aber nicht von ihr bedient.
| Linie | Linienweg                                                                                   | Takt (mo–fr)                        | Takt (sa)                            | Takt (so)                        | Hinweis                                            |
| ----- | ------------------------------------------------------------------------------------------- | ----------------------------------- | ------------------------------------ | -------------------------------- | -------------------------------------------------- |
| 301   | Gummersbach – Niederseßmar – Derschlag – Bergneustadt – Pernze – Drolshagen – Olpe          | 15 Min                              | 15–30 Min                            | 30–60 Min                        | nur mo–fr bis Drolshagen/Olpe                      |
| 302   | Gummersbach – Dieringhausen – Bomig – Wiehl – Nümbrecht – Waldbröl                          | 30–60 Min                           | 60 Min                               | 120 Min.                         |                                                    |
| 303   | Gummersbach – Bernberg – Derschlag – Eckenhagen – Denklingen – Waldbröl                     | 30–60 Min                           | 60 Min                               | 60 Min                           | vereinzelte Fahrten ab Eckenhagen weiter als 345   |
| 304   | Gummersbach – Dieringhausen – Bielstein – Wiehl – Denklingen – Morsbach                     | 30–60 Min                           | 60–120 Min                           | 120 Min                          |                                                    |
| monti | Stadt Wiehl, Gemeinde Nümbrecht und Gemeinde Marienheide                                    | on demand                           | on demand                            | on demand                        | www.ovag-monti.de                                  |
| 306   | Gummersbach Bf – Rospe – Dieringhausen Bf – Marienhagen – Hunsheim – (Volkenrath) – Wiehl   | unregelmäßig 10–12 Fahrten          | 90–120 Minuten bis 14 Uhr, 4 Fahrten | kein Verkehr                     | sa bis Berghausen                                  |
| 307   | Gummersbach – Wasserfuhr – Hütte – Berghausen – Frielingsdorf – Fenke – Lindlar             | 60–120 Min.                         | 120 Min.                             | kein Verkehr                     |                                                    |
| 308   | Marienheide – Hütte – Gimborn – Berghausen – Frielingsdorf                                  | 120 Min                             | 120 Min                              | kein Verkehr                     | sa nur als Taxibus                                 |
| 310   | Gummersbach – Dieringhausen – Ründeroth – Engelskirchen – Overath                           | 30 Min                              | 30–60 Min                            | 60 Min                           |                                                    |
| 311   | Nümbrecht – Oberbreidenbach – Diezenkausen – Waldbröl                                       | unregelmäßig                        | 3–4 Fahrten                          | kein Verkehr                     | an Ferientagen und sa nur als Taxibus              |
| 312   | Waldbröl – Nümbrecht – Bielstein – Ründeroth                                                | unregelmäßig                        | 120 Min                              | kein Verkehr                     | sa nur bis 16 Uhr                                  |
| 313   | Bergneustadt – Neuenothe – Belmicke – Attenbach – Belmicke – Neuenothe – Bergneustadt       | 60 Min                              | 3 Fahrten                            | kein Verkehr                     | In Ferien als Linientaxi sa nur als Taxibus        |
| 314   | Bergneustadt – Hackenberg – Bergneustadt                                                    | 30–60 Min                           | 30–60 Min                            | 60 Min                           |                                                    |
| 315   | Bergneustadt – Stadtwald – Gizeh-Werk – Bergneustadt                                        | 60 Min                              | 60–120 Min                           | kein Verkehr                     | überwiegend als Linientaxi                         |
| 316   | Gummersbach – Strombach – Neuremscheid – Engelskirchen Bf - Engelskirchen Krankenhaus       | 60–120 Min                          | 120 Min                              | 4 Fahrten                        |                                                    |
| 317   | Gummersbach – Rospe – Strombach – Schnellenbach – Ründeroth                                 | 60–120 Min                          | 120 Min                              | kein Verkehr                     | sa ab 15 Uhr von Gummersbach nur bis Strombach     |
| 318   | Gummersbach – Becke – Niedernhagen – Lieberhausen (– Piene / Pernze)                        | 60–120 Min                          | 60 Min. (Sommer), sonst 120 Min.     | 60 Min. (Sommer), sonst 120 Min. | Sa und So nur bis Lieberhausen                     |
| 319   | (Much) – Drabenderhöhe – Bielstein – Ründeroth                                              | 12 Fahrten                          | kein Verkehr                         | kein Verkehr                     | überwiegend zwischen Bielstein und Drabenderhöhe   |
| 320   | Marienheide – Müllenbach – Holzwipper – Meinerzhagen                                        | 5/6 Fahrten                         | kein Verkehr                         | kein Verkehr                     |                                                    |
| 321   | Wiehl – Volkenrath – Eckenhagen                                                             | 3/5 Fahrten                         | kein Verkehr                         | kein Verkehr                     | nur an Schultagen                                  |
| 323   | Drabenderhöhe – Marienberghausen – Nümbrecht                                                | 4/6 Fahrten                         | kein Verkehr                         | kein Verkehr                     | nur an Schultagen                                  |
| 324   | Wiehl – Marienberghausen – Nümbrecht                                                        | 4/6 Fahrten                         | kein Verkehr                         | kein Verkehr                     | nur an Schultagen                                  |
| 325   | Wiehl – Mühlhausen – Bomig – Dieringhausen                                                  | 6 Fahrten                           | kein Verkehr                         | kein Verkehr                     |                                                    |
| 330   | Wipperfürth - Bevertalsperre - Hückeswagen                                                  | 7 Fahrten (nur in den Sommerferien) | 7 Fahrten (Mai bis September)        | 7 Fahrten (Mai bis September)    | Linientaxi (max. 8 Plätze)                         |
| 331   | Engelskirchen - Remshagen - Frielingsdorf                                                   | 60 Min                              | 120 Min.                             | kein Verkehr                     | samstags als Taxibus                               |
| 332   | Engelskirchen Krankenhaus - Lindlar - Frielingsdorf - Scheel                                | 60–120 Min.                         | 120 Min                              | 120 Min                          |                                                    |
| 333   | Lindlar Freilichtmuseum - Lindlar - Frielingsdorf - Wipperfürth                             | 60–120 Min                          | 120 Min                              | 120 Min                          | So nur als Taxibus                                 |
| 334   | Wipperfürth - Hartegasse - Lindlar - Engelskirchen                                          | ca. 120 Min.                        | kein Verkehr                         | kein Verkehr                     | an Ferientagen Taxibus                             |
| 335   | Lindlar – Linde – Offermannsheide - Herrenstrunden                                          | 120 Min                             | 180 Min                              | 3 Fahrten                        | sa und so nur als Taxibus                          |
| 336   | Gummersbach – Müllenbach – Marienheide – Ohl – Wipperfürth – Hückeswagen – Remscheid-Lennep | 30–60 Min.                          | 60 Min.                              | 60 Min.                          |                                                    |
| 336R  | Ohl – Rönsahl                                                                               | 6 Fahrten                           | 6 Fahrten                            | kein Verkehr                     | nur Linientaxi                                     |
| 337   | Wipperfürth – Neye – Hohenbüchen – Egen – Neye – Wipperfürth                                | 6 Fahrten                           | kein Verkehr                         | kein Verkehr                     |                                                    |
| 338   | Wipperfürth – Wasserfuhr – Kupferberg – Kreuzberg – Wasserfuhr – Wipperfürth                | ca. 60 Min.                         | 3 Fahrten                            | kein Verkehr                     |                                                    |
| 339   | Hückeswagen – Radevormwald – Wellingrade – Ennepetal-Schlagbaum                             | 60–120 Min                          | ca. 60 Min.                          | ca. 120 Min.                     | teilweise als Linientaxi                           |
| 340   | Waldbröl – Berghausen – Herbertshagen / Holpe – Morsbach                                    | 60–120 Min                          | 120 Min.                             | 120 Min                          | sonntags als Taxibus                               |
| 342   | Waldbröl – Schladern – Rosbach                                                              | 60 Min.                             | 60 Min.                              | 60–90 Min.                       |                                                    |
| 343   | Waldbröl – Erblingen – Langenberg - Rosbach                                                 | 6 Fahrten                           | kein Verkehr                         | kein Verkehr                     | an Ferientagen als Taxibus                         |
| 344   | Waldbröl – Holpe – Kohlberg – Hurst – Rosbach                                               | 7 Fahrten                           | 4/5 Fahrten                          | kein Verkehr                     | überwiegend Taxibus                                |
| 345   | Waldbröl – Wildbergerhütte – Eckenhagen                                                     | 60–120 Min.                         | 4 Fahrten                            | 3 Fahrten                        |                                                    |
| 346   | Nümbrecht – Harscheid/Berkenroth – Oberelben / Niederbreidenbach – Nümbrecht                | 12 Fahrten                          | kein Verkehr                         | kein Verkehr                     | nur an Schultagen                                  |
| 347   | Waldbröl - Bladersbach - Schönhausen                                                        | 2 Fahrten                           | kein Verkehr                         | kein Verkehr                     | nur an Schultagen                                  |
| 348   | Derschlag – Hunsheim – Marienhagen – Dieringhausen                                          | 8/9 Fahrten                         | kein Verkehr                         | kein Verkehr                     |                                                    |
| 349   | Morsbach – Ellingen - Wendershagen – Korseifen – Seifen – Morsbach                          | 7 Fahrten                           | kein Verkehr                         | kein Verkehr                     | nur an Schultagen                                  |
| 361   | Gummersbach – Karlskamp – Strombach, Weststraße                                             | 15 Min. (bis Karlskamp) - 60        | 15 Min (bis Karlskamp) - 60          | 30–60                            | nach Strombach stündlich                           |
| 362   | Gummersbach – Steinberg – Gummersbach                                                       | 60 Min.                             | 60 Min.                              | 120 Min.                         |                                                    |
| 363   | Gummersbach – Hepel – Gummersbach                                                           | 60 Min.                             | 60 Min.                              | 4 Fahrten                        |                                                    |
| 364   | Gummersbach – Bernberg – Gummersbach                                                        | 30 Min.                             | 60 Min.                              | kein Verkehr                     |                                                    |
| 365   | Gummersbach – Berstig – Hanfgarten – Strombach                                              | 5/6 Fahrten                         | 3/4 Fahrten                          | kein Verkehr                     | überwiegen nur bis Berstig                         |
| 366   | Gummersbach – Strombach – Lobscheid – Dieringhausen                                         | 60 Min.                             | 120 Min.                             | kein Verkehr                     | Linientaxi (überwiegend nur Strombach - Dieringh.) |
| 398   | Lindlar – Hohkeppen – Schmitzhöhe                                                           | 120 Min.                            | kein Verkehr                         | kein Verkehr                     | überwiegend Taxibus                                |
| 399   | Ortslinienverkehr Marienheide                                                               | Einzelfahrten                       | kein Verkehr                         | kein Verkehr                     | nur an Schultagen                                  |
| 626   | Radevormwald – Wuppertal-Beyenburg – Wuppertal-Oberbarmen Bf.                               | 30 Min                              | 60 Min.                              | 60 Min.                          |                                                    |
| 671   | Radevormwald – Remscheid-Lennep                                                             | 20–60 Min.                          | 60 Min.                              | 60 Min.                          | Spätverkehr als NE 19                              |

## Ehemalige Bahnstrecken
Am 1. Juli 1951 wurde die OVAG Eigentümer des Kleinbahn- und O-Bus-Betriebes und übernahm ab 1. August 1955 auch dessen Betriebsführung.
Auf der Bahnstrecke zwischen Niederseßmar und Talbecke wurde noch bis zum 1. Oktober 1956 Güterverkehr betrieben. Danach hatte die OVAG nur noch bis zum 12. April 1965 ein Anschlussgleis von rund 400 Metern Länge zwischen Niederseßmar und einem Zementwerk in Betrieb.

### Gummersbacher Kleinbahnen
Siehe: Gummersbacher Kleinbahnen

### Kleinbahn Bielstein – Waldbröl
Siehe: Kleinbahn Bielstein–Waldbröl

### Kleinbahn Engelskirchen – Marienheide
Siehe: Leppetalbahn

## Oberleitungsbus
Nach und nach ging ab den 1940er Jahren der Schienenverkehr der Gummersbacher Kleinbahnen zurück. Am 25. November 1948 wurde zwischen Dieringhausen und Niederseßmar eine rund sechs Kilometer lange Oberleitungsbus-Strecke durch die Stadt Gummersbach in Betrieb genommen. Sie wurde einerseits am 17. Mai 1953 von Niederseßmar nach Gummersbach und andererseits ab 4. Oktober 1953 von Niederseßmar nach Derschlag verlängert und ersetzte die Straßenbahn, die vom 18. Mai bis zum 4. Oktober nur noch von Derschlag nach Dümmlinghausen fuhr. 1954 verlängerte man den O-Bus-Strecke von Derschlag bis zur Stadtgrenze von Bergneustadt. Dieses 17 Kilometer lange Streckennetz mit zwei Linien wurde am 30. September 1962 auf Kraftomnibusbetrieb umgestellt. Der Personenverkehr von Dümmlinghausen zur Genkelmündung war schon 1950 beendet worden. Zum Einsatz kamen unter anderem fünf O-Busse des Typs ÜHIIIs, sie trugen die Betriebsnummern 33 bis 37 und wurden nach Einstellung des elektrischen Betriebs an den Oberleitungsbus Aachen abgegeben.